# نسل (لاريجان السفلي)
نسل (بالفارسية: نسل) هي قرية تقع في إيران في قسم لاریجان السفلی الريفي. يقدر عدد سكانها بـ 0 نسمة بحسب إحصاء 2016.